# Sheamus O'Shaunessy

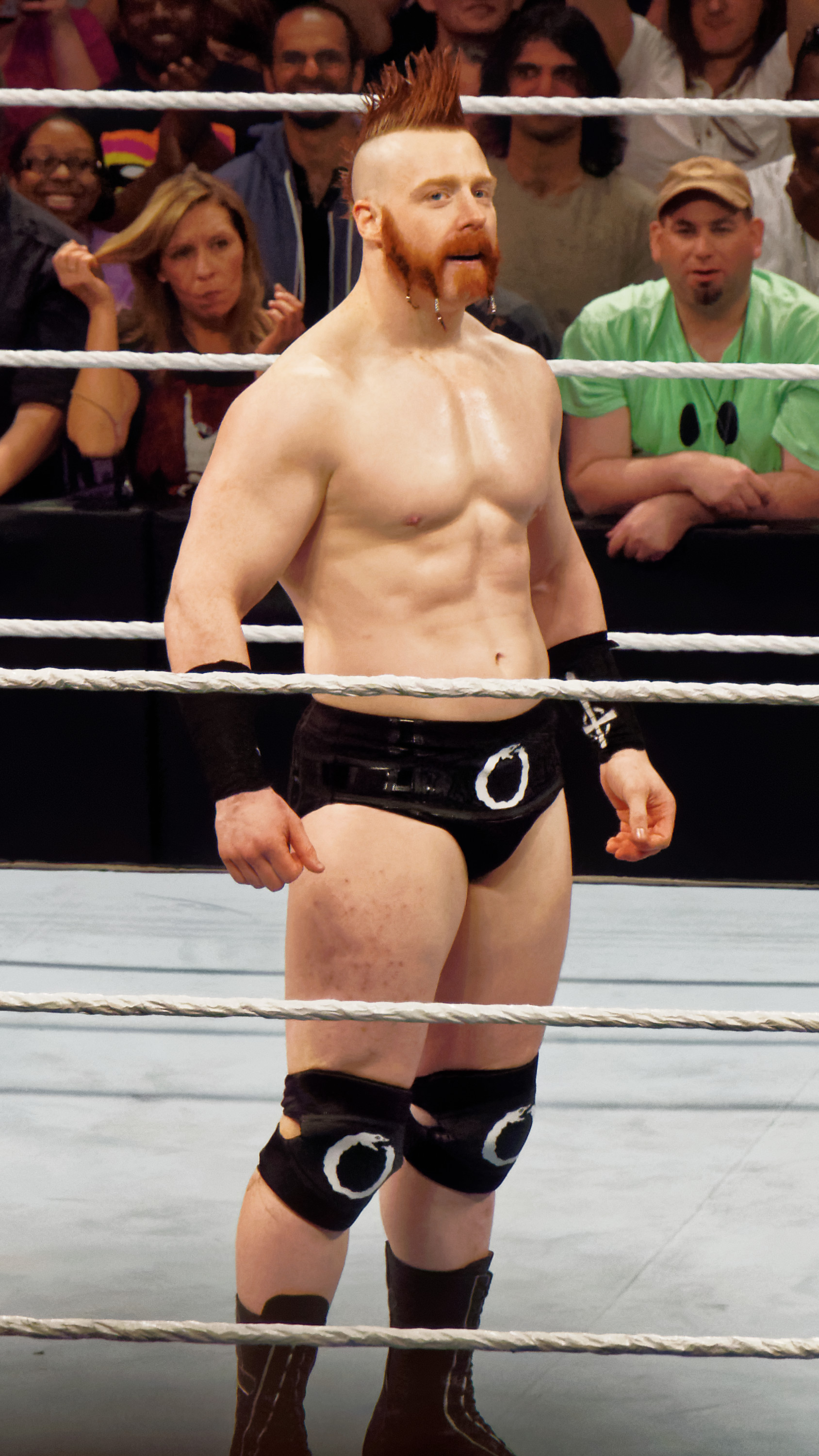
Sheamus O'Shaunessy, 2015.

Stephen Farrelly, född 28 januari 1978 i Dublin, känd som Sheamus O'Shaunessy eller bara Sheamus, är en irländsk fribrottare.
Sheamus är en showbrottare i WWE på showen Smackdown. Han är 193 cm lång och väger 120 kg. Han debuterade i ECW den 30 juni 2009. När han kom till Raw vann han WWE-titeln från John Cena. I februari 2010 förlorade han titeln mot The Miz och nu innehas den av Seth Rollins. I början av 2011 vann han United States Championship som han många gånger har lyckats försvara. Han vann Royal Rumble 2012, därför fick han en match mot Daniel Bryan för World Heavyweight Championship (Tungviktsbältet). Den matchen vann Sheamus efter bara 18 sekunder. Daniel Bryans flickvän A.J skulle bara ge honom en lyckokyss. Direkt efter kyssen gjorde Sheamus sitt finisher move Brogue Kick, därefter gjorde han pinfall (1,2,3) vilket gjorde honom till World Heavyweight Champion.

## Titlar
- World Heavyweight Champion
- WWE Champion
- United States Champion